# Старогръцки диалекти
Старогръцките диалекти са основно три – йонийски старогръцки, еолийски старогръцки и дорийски старогръцки диалект. 
В северозападните части на континентална Гърция – Акарнания, Етолия, Локрида и Фокида, както и в северен Пелопонес - Елида и Ахая, включително на Йонийските острови Кефалония и Закинтос се разпространяват т.нар. северозападни говори, близки до еолийския старогръцки. 
Т.нар. атически диалект e разновидност на йонийския старогръцки.
В две отдалечени една от друга области – Аркадия и Кипър, се запазва аркадо-кипърският диалект, който съхранява най-много общи черти с древния ахейски език. 
Това разпределение на старогръцките диалекти завършва окончателно в края на 10 век пр.н.е. по време на т.нар. гръцки тъмни векове, като респективно съответства и на поселенията на племената - йонийци, еолийци и дорийци. То остава трайно в цялата история на Елада и има последици за цялата политическа история на Древна Гърция, и за древногръцката цивилизация изобщо. 